# بیچ سیتی (تگزاس)
بیچ سیتی، تگزاس(به انگلیسی: Beach City, Texas) شهری در ایالت تگزاس از ایالات جنوبی ایالات متحده آمریکا است. در سرشماری سال ۲۰۰۰، جمعیت این شهر ۱۶۴۵ نفر اعلام شد.